# Edwin W. Higgins

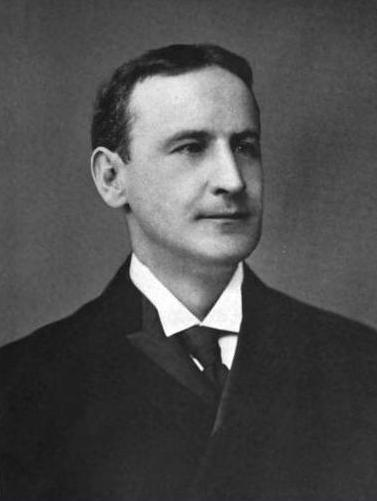
Edwin W. Higgins

Edwin Werter Higgins (* 2. Juli 1874 in Clinton, Connecticut; † 24. September 1954 in Norwich, Connecticut) war ein US-amerikanischer Politiker. Von 1905 bis 1913 vertrat er den dritten Wahlbezirk des Bundesstaates Connecticut im US-Repräsentantenhaus.

## Werdegang
Edwin Higgins besuchte die Norwich Free Academy. Nach einem Jurastudium an der juristischen Fakultät der Yale University und seiner 1897 erfolgten Zulassung als Rechtsanwalt begann er in Norwich in seinem neuen Beruf zu praktizieren. Politisch wurde er Mitglied der Republikanischen Partei. In den Jahren 1899 und 1900 war Higgins Abgeordneter im Repräsentantenhaus von Connecticut. Von 1900 bis 1905 gehörte er dem Staatsvorstand seiner Partei an. Zur gleichen Zeit war er Gesundheitsbeauftragter im New London County. In den Jahren 1901 und 1902 sowie von 1919 und 1922 fungierte er als Finanzberater der Stadt Norwich. In dieser Stadt war er im Jahr 1905 auch als Staatsanwalt tätig. In den Jahren 1904 und 1916 war Higgins Delegierter zu den jeweiligen Republican National Conventions.
Nach dem Wechsel des Kongressabgeordneten Frank B. Brandegee in den Senat wurde Higgins im Jahr 1905 bei der fälligen Nachwahl in das US-Repräsentantenhaus in Washington, D.C. gewählt. Dort übernahm er am 2. Oktober 1905 sein neues Mandat, das er nach drei Wiederwahlen bis zum 3. März 1913 ausüben konnte. Vor den Wahlen des Jahres 1912 wurde er von seiner Partei nicht für eine weitere Amtszeit im Kongress nominiert.
Nach seiner Zeit im US-Repräsentantenhaus arbeitete Edwin Higgins wieder als Anwalt. Während des Ersten Weltkrieges diente er in der Nationalgarde von Connecticut. Von 1932 bis 1946 war er Staatsanwalt am Berufungsgericht im New London County. Er starb im September 1954 in Norwich.